# Reiff für die Insel – Katharina und der große Schatz
Reiff für die Insel – Katharina und der große Schatz ist ein deutscher Fernsehfilm von Anno Saul aus dem Jahr 2015 mit Tanja Wedhorn in der Hauptrolle. Es ist die fünfte und letzte Episode der ARD-Krimireihe Reiff für die Insel.

## Handlung
Katharina Reiff wird von den Inselbewohnern als ihre juristische Beraterin sehr geschätzt. Ihr fällt es jedoch sehr schwer, die kleinen Betrügereien der Leute indirekt zu unterstützen, sodass die Anwältin immer wieder in einen Gewissenskonflikt gerät. Als sie mit dem befreundeten Thies Quedens darüber spricht, rät er ihr, einfach einmal abzuschalten. Eigentlich plant Reiff zusammen mit Quedens einen Besuch auf dem Festland, stellt das aber zurück, da die Ankunft des Museums-Wissenschaftlers Jens Jeschen aus Berlin ihr einen echten juristischen Fall beschert. Nach dem letzten Boßelwettbewerb der Inselbewohner haben diese ein Video im Internet veröffentlicht, das nicht nur ihr siegreiches Team, sondern auch ihre Boßelkugel zeigt. Dadurch ist Jeschen auf die Kugel aufmerksam geworden und glaubt, in ihr einen mittelalterlichen Himmelsglobus erkannt zu haben. 
Da die Inselbewohner ihre Siegeskugel nicht hergeben wollen, muss Katharina einschreiten. Thies Quedens Großvater hatte diese Kugel vor 60 Jahren in einem Fuchsbau gefunden und für die Inselbewohner ist sie seitdem ihr Glücksbringer. Jeschen vermutet am alten Fundort der Kugel zudem ein Wikingerschiff mitsamt Schatz. Katharina schenkt ihm Glauben und will ihm bei seinen Nachforschungen helfen. Seit einem Sturz hat Jeschen jedoch Erinnerungslücken. Das bringt den Insulanern etwas Zeit, denn am kommenden Sonntag wollen sie ihre Boßelkugel unbedingt im Finale einsetzen, was der Wissenschaftler nicht dulden wollte, woran er sich nun aber erst einmal nicht erinnern kann. Doch über Nacht verschwindet plötzlich das Streitobjekt und Thies ist davon überzeugt, dass Jeschen die Kugel an sich genommen hat. Dieser scheint sich inzwischen wieder sehr gut an alles erinnern zu können und hatte die Inselbewohner wohl nur zu seinem Schutz getäuscht. Jeschen versichert Katharina glaubhaft, die Kugel nicht entwendet zu haben. Seine wissenschaftliche Besessenheit imponiert ihr allerdings und die Suche nach dem vermuteten Wikingerschatz gestaltet sich schwieriger als erwartet. 
Eine Wanderdüne hatte vor fast einhundert Jahren auf der Insel gewütet und den Untergrund verändert. Zu allem Überfluss wird Jeschen nun auch noch von Polizist Fiete ins Gefängnis gesteckt, sodass Katharina kurzerhand allein weitersucht und sogar Jeschens Kollegen vom Museum alarmiert, die sofort ein Team zur Insel schicken wollen. Dabei muss die Anwältin feststellen, dass bei den Inselbewohnern das „Goldfieber“ ausgebrochen ist. Nur mit Mühe kann sie die Leute davon überzeugen, die mögliche Fundstelle nicht zu zerstören. Nachdem sich die Kugel wieder angefunden hat, die nur von jemandem in Sicherheit gebracht worden war, damit Jeschen sie ihnen nicht wegnehmen konnte, wird der Wissenschaftler wieder freigelassen. Er scheint allerdings wenig begeistert, dass nun ein ganzes Grabungsteam eingetroffen ist. Jeschen räumt ein, dass er wohl ein wenig übers Ziel hinausgeschossen sei und es wahrscheinlich keinen Schatz gebe. Nichtsdestotrotz würde er die Kugel aber gern zu einer Untersuchung mitnehmen. Thies stößt auf einige Merkwürdigkeiten und bekommt Zweifel hinsichtlich Jeschens und des angeblichen Grabungsteams. Er kann Katharina davon überzeugen, dass seine Vermutungen Hand und Fuß haben, und gemeinsam überführen sie die Museumsleute als Kunstdiebe. 
Sodann holen sie sich ihre Kugel zurück und liefern die Verbrecher der Polizei auf dem Festland aus. Bei der Sicherstellung des Transporters der Diebe findet sich dann doch der vermutete Schatz, den die Fremden heimlich mitnehmen wollten. Katharina übergibt die Wertgegenstände den Behörden, belässt den Insulanern aber ihre geliebte Boßelkugel.

## Veröffentlichung
Reiff für die Insel – Katharina und der große Schatz wurde am 23. Oktober 2015 zur Hauptsendezeit im Programm der ARD Das Erste erstausgestrahlt.

## Kritiken
Tilmann P. Gangloff befand auf tittelbach.tv: „Die fünfte Inselkomödie mit Tanja Wedhorn ist zwar erneut sympathisch, weil das Drehbuch für viele kleine Überraschungen sorgt, aber das Muster könnte ein bisschen Abwechslung vertragen: Erneut nimmt sich die Titelheldin eines Mannes an, dem Ungemach widerfährt, und verguckt sich prompt in ihn. Sehenswert ist ‚Katharina und der große Schatz‘ dennoch: Die Figuren sind nach wie vor skurril und liebenswert, die Darsteller gut geführt, die winterlich windzerzausten Inselbilder sind schön anzusehen und die Musik ist hörenswert.“
Die Kritiker der Fernsehzeitschrift TV Spielfilm kritisierten die „trutschige Inselposse mit zu viel Gesabbel“: „Dialoge, Dramaturgie und Spiel erinnern fast schon an Kasperletheater. Im Kinderprogramm wäre diese anbiedernde Posse mit vielen norddeutschen Heimatimpressionen weitaus besser aufgehoben.“